# ULAS J1342+0928
ULAS J1342+0928 är den mest avlägsna kända kvasaren, vilken innehåller det mest avlägsna kända supermassiva svarta hålet. Kvasaren återfinns i konstellationen Björnvaktaren. Det supermassiva svarta hålet har en uppskattad massa som är 800 miljoner gånger större än vår sols.